# Pool of London

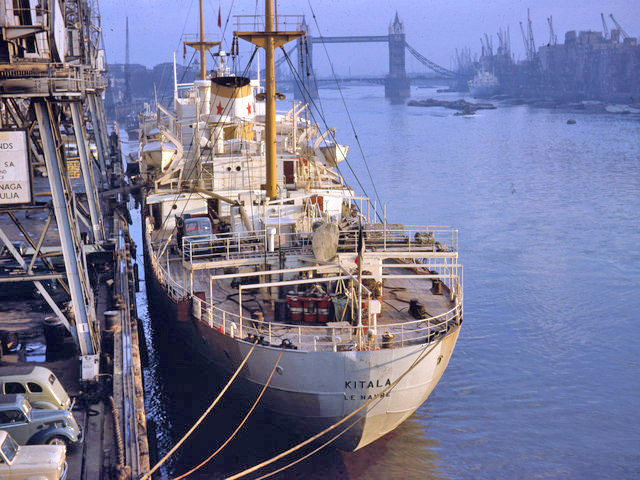
Pool of Londons övre del 1962.

Pool of London är en sträcka på Themsen från London Bridge till Tower Bridge (Limehouse). Den är uppdelad i två delar: Upper Pool och Lower Pool. Poolen var av stor betydelse för London under århundraden som plats för handeln med sin storhetstid under 1700- och 1800-talet. Under sin storhetsperiod for hundratals handelsfartyg längs Themsen med en majoritet fraktande kol. Området Docklands kom att utvecklas för att lösa kapacitetsproblemen med den första nya hamnen West India Docks som stod klar 1802 och följdes av nya hamnar under 1800-talet. Pool of London fortsatte att vara en viktig del av Londons hamn och hamnade 1909 under Port of London Authority.
1960-talets containerrevolution betydde slutet för Londons centralare hamnar och under perioden 1960–1980 stängdes alla hamnar i centrala London när verksamheten flyttades längre ut mot Nordsjön.
André Derain använde Pool of London som motiv för sin målning The Pool of London (1906) i neoimpressionistisk teknik.